# Mesodina hayi
The Small Iris-skipper (Mesodina hayi) là một loài bướm ngày thuộc họ Hesperiidae. Nó là loài đặc hữu của the north-west and south-west bờ biển của Tây Úc.
Sải cánh dài khoảng 30 mm.
Ấu trùng ăn Patersonia drummondii. They construct a tent-like shelter made by joining the leaves of its host plant with silk, ở đó nó rests during the day. Pupation takes place inside the shelter.